# Малоконстантиновка
Малоконстантиновка (укр. Малокостянтинівка) — село, относится к Перевальскому району . Под контролем самопровозглашённой Луганской Народной Республики. Является центром скопления баз отдыха на Исаковском водохранилище.

## Население
Население по переписи 2001 года составляло 298 человек.

## География
Село расположено на обоих берегах Исаковского водохранилища (образованного рекой Белой). Соседние населённые пункты: посёлки Селезнёвка и Бугаевка (выше по течению Белой) на юго-западе, города Перевальск на западе, Алчевск на северо-западе; посёлки Михайловка на севере, Юрьевка на северо-востоке (оба ниже по течению Белой); сёла Троицкое (на северо-восточном берегу Исаковского водохранилища) и посёлок Шимшиновка на востоке.

## Общие сведения
Почтовый индекс — 94309. Телефонный код — 6441. Занимает площадь 0,565 км². Код КОАТУУ — 4423655502.

## Местный совет
94309, Луганская обл., Перевальский р-н, пгт. Бугаевка, ул. Кр. Партизан, 4